# والتر کرایه

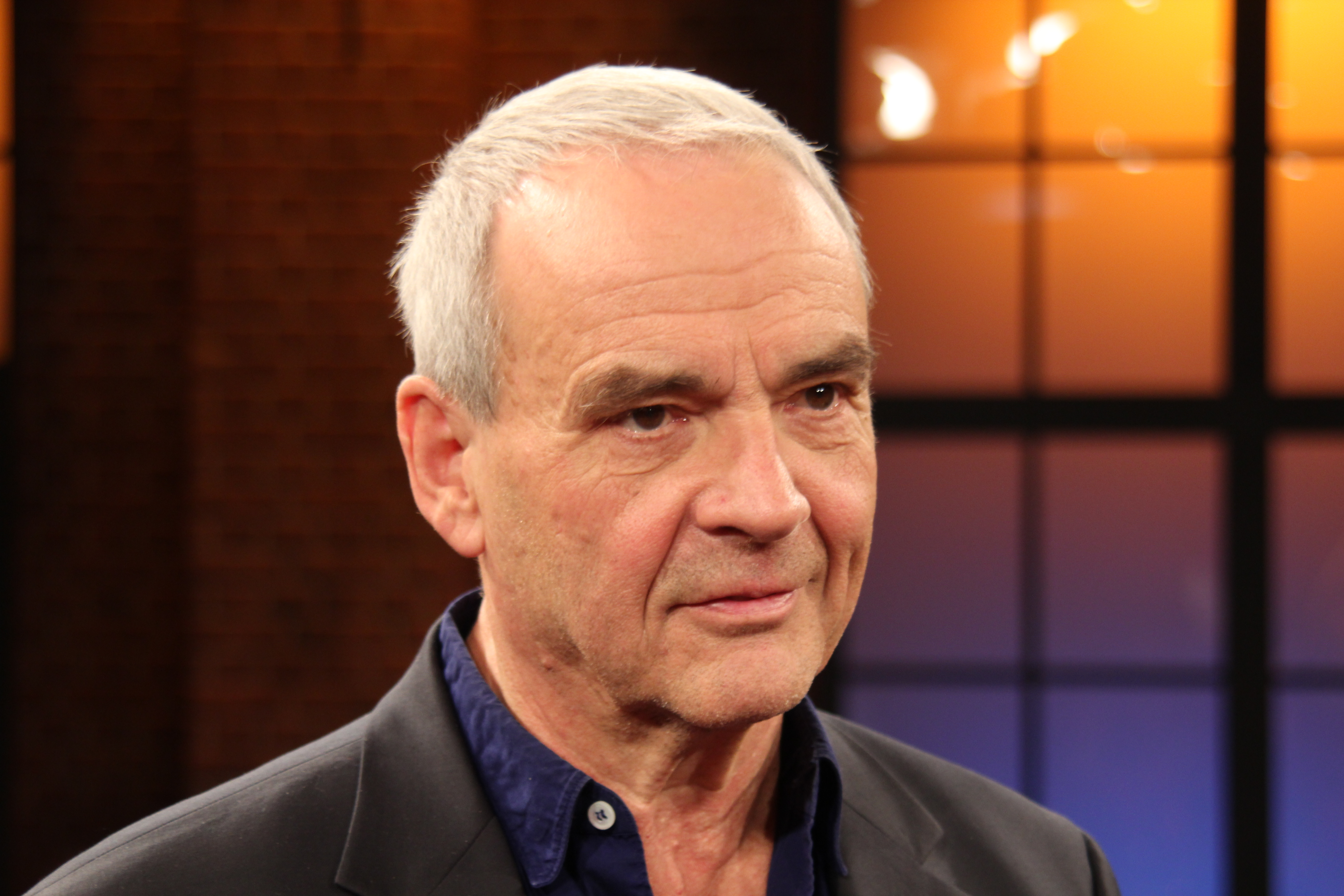
والتر کرایه (۲۰۱۲)

والتر کرایه (به آلمانی: Walter Kreye) زادهٔ ۱۸ ژوئیه ۱۹۴۲ در اولدنبورگ بازیگر اهل آلمان است. او در مجموعه‌های تلویزیونی روباه پیر از سال ۲۰۰۸ تا ۲۰۱۲ و تاریک در سال ۲۰۱۷ ایفای نقش کرده‌است.